# Lidija Karlowna Lepin
Lidija Karlowna Lepin (lettisch Lidija Liepiņa, russisch Лидия Карловна Лепинь; * 23. Märzjul. / 4. April 1891greg. in St. Petersburg; † 4. September 1985 in Riga) war eine russisch-sowjetische Physikochemikerin und Hochschullehrerin.

## Leben
Lepins lettischer Vater Karl Iwanowitsch Lepin (1864–1942) war Förster, arbeitete in den Wäldern Livlands und des Gouvernements Nowgorod und verwaltete schließlich die Güter des Fürsten Golizyn. Lepins Mutter Jekaterina Alexejewna geborene Schelkowskaja (1867–1956) war Russin.
Lepin besuchte in Moskau das private Mädchengymnasium der L. F. Rschewskaja mit Abschluss 1909 mit einer Goldmedaille und studierte dann in den von Wladimir Iwanowitsch Guerrier eingerichteten Moskauer Höheren Kursen für Frauen in der physikalisch-mathematischen Abteilung. Dort lehrten Nikolai Dmitrijewitsch Selinski, Sergei Semjonowitsch Namjotkin, Alexander Nikolajewitsch Reformatski und Sergei Gawrilowitsch Krapiwin. Daneben plante sie ein Klavier-Studium am Moskauer Konservatorium. Ihr erster Lehrer war der Pianist und Konservatoriumsprofessor A. A. Jaroschewski. Ihr musikalisches Talent wurde von Sergei Wassiljewitsch Rachmaninow und Alexander Fjodorowitsch Goedicke hoch eingeschätzt.
Ihre ersten wissenschaftlichen Arbeiten führte Lepin im Ersten Weltkrieg in einem im Herbst 1915 eingerichteten Feldlaboratorium an der Westfront durch, das von Nikolai Alexandrowitsch Schilow geleitet wurde. Untersucht wurden dort die Qualität der Gasmasken und insbesondere die Prozesse der Gas-Adsorption von Aktivkohle und deren Effizienz, was zu verbesserten Gasmasken führte. Auch wurden die vom Deutschen Heer benutzten Substanzen analysiert. Daneben untersuchte Lepin die Adsorption von Cholesterin auf Aktivkohle im Hinblick auf die Entstehung der Atherosklerose. (Das Laboratorium war gut ausgestattet und wurde nach der Oktoberrevolution der Timirjasew-Landwirtschaftsakademie übergeben.)
Lepin schloss ihr Studium in den Moskauer Höheren Frauenkursen mit ihrer von S. S. Namjotkin und N. A. Schilowo betreuten Diplomarbeit über den katalytischen Abbau von Fetten durch Sulfonaphthensäuren mit einem Diplom I. Klasse ab. Im November 1917 legte Lepin die staatlichen Prüfungen für das Arbeiten in Forschungseinrichtungen und das Lehren an Hochschulen ab.
Ab 1917 lehrte Lepin in Moskau Analytische Chemie und Anorganische Chemie am Institut für Volkswirtschaft und ab 1920 als erste Frau auch an der Universität Moskau (MGU). In den 1920er Jahren reiste sie mehrmals nach Deutschland. In Berlin bei Max Bodenstein synthetisierte sie in einer Reihe von Arbeiten anorganische sauerstofffreie Stickstoffverbindungen und untersuchte ihre Eigenschaften. Auch besuchte sie die Laboratorien von Fritz Haber, Wolfgang Ostwald u. a. Sie arbeitete dann in dem 1926–1927 entstandenen Laboratorium für anorganische Synthese der Moskauer Technischen Hochschule. 1930 erhielt Lepin eine außerplanmäßige Stelle im Russischen Chemie-Forschungsinstitut an der MGU. Ab 1932 arbeitete sie in der Militärchemischen Akademie der Roten Armee und leitete den Lehrstuhl für Kolloidchemie. 1934 wurde sie zur Professorin ernannt. 1937 wurde sie ohne Verteidigung einer Dissertation zur Doktorin der chemischen Wissenschaften promoviert. Damit war sie eine der ersten Doktorinnen der chemischen Wissenschaften in der UdSSR. Sie untersuchte die Oberflächenreaktionen bei der Korrosion und stellte 1938 fest, dass die Passivierung von Metallen und die geringe Löslichkeit von Edelmetallen aus der Bildung von Oberflächenverbindungen resultiert.
Während des Deutsch-sowjetischen Krieges leitete Lepin 1941–1943 den Lehrstuhl für allgemeine Chemie der MGU und 1942 zeitweise den Lehrstuhl für Anorganische Chemie. Am Lehrstuhl für allgemeine Chemie wurde unter Lepins Leitung ein Verfahren zur industriellen Herstellung eines speziellen Aktiv-Kieselgels für das Entfärben und Reinigen von Kerosin, Mineralöl und Lösungsmitteln entwickelt, worauf im MGU-Laboratorium 300 kg davon hergestellt wurden. Ein Holzrohstoff für Löschschaum wurde hergestellt, und die Produktion von Schaumstoff aus Methanol wurde geordnet. Im Auftrag des Volkskommissariats für Verteidigung wurden Rezepturen für die Herstellung von Sprengstoffen und leichtentzündlichen Stoffen erarbeitet und dokumentiert.
1945 nahm Lepin die ihr angebotene Stelle an der Lettischen Universität in Riga an und arbeitete bis Ende 1946 in Moskau und Riga. Dann gab sie die Arbeit in Moskau auf und war nun an der Lettischen Universität Professorin des Lehrstuhls für Physikalische Chemie. Ab 1. Juli 1946 arbeitete sie auch im Institut für Chemie der Akademie der Wissenschaften der Lettischen Sozialistischen Sowjetrepublik (SSR) als Vizedirektorin (1946–1958), Direktorin (1958–1959), Leiterin des Laboratoriums für Physikalische Chemie (1959–1960) und wissenschaftliche Senior-Mitarbeiterin (ab 1960). Ihr Forschungsschwerpunkt war die Korrosion. Sie untersuchte Korrosionsprozesse bei erhöhten Temperaturen und die Eigenschaften von Korrosionsschutzschichten. Sie fand kolloidchemische Effekte bei der Hemmung der Metallkorrosionsprozesse und die Gesetzmäßigkeiten der Kinetik der Oxidation von Metallen in Lösungen. Von ihren Mitarbeitern wurden Empfehlungen für den Schutz von Metallkonstruktionen gegen Korrosion erarbeitet, denen beim Bau der Wasserkraftwerke in Stockmannshof und Riga gefolgt wurde. Sie entwickelte die sogenannte Hydrid-Theorie (1955–1959), nach der sich bei den Reaktionen der Metalle mit Wasser zunächst instabile Metallhydride und dann Hydroxide bilden.
1951 wurde Lepin zum Vollmitglied der Akademie der Wissenschaften der Lettischen SSR gewählt, in der es bisher keine Chemiker gab. Sie beteiligte sich an der Organisation der Tätigkeiten der Mendelejew-Allunionsgesellschaft für Chemie in der Lettischen SSR, zu deren Ehrenmitglied sie gewählt wurde. 1958 wechselte sie von der Lettischen Universität zum Rigaer Polytechnischen Institut und gründete den Lehrstuhl für Physikalische Chemie. Sie verfasste Lehrbücher und übersetzte unter anderem Wilhelm Ostwalds Lehrbuch der Anorganischen Chemie. Jānis Stradiņš war ein Schüler Lepins.
1962 wurde Lepin in den Obersten Sowjet der Lettischen SSR gewählt.
Der Genetiker Tenis Karlowitsch Lepin war vermutlich Lepins jüngerer Bruder.

## Ehrungen, Preise
- Medaille „Für heldenmütige Arbeit im Großen Vaterländischen Krieg 1941–1945“
- Orden des Roten Banners der Arbeit (1960)[3]
- Held der sozialistischen Arbeit mit Leninorden und Hammer-und-Sichel-Gold-Medaille (1965)[3]
- Staatspreis der Lettischen SSR für Forschung im Bereich Korrosion (1970)
- Diplom des Ministeriums für Höhere und Mittlere Bildung (1971)
- Ehrenurkunde des Wissenschaftlichen Rats für Chromatographie der Akademie der Wissenschaften der UdSSR für Verdienste und Entwicklung der Chromatographie zum Wohle des Menschen
- Preis des Präsidiums der Akademie der Wissenschaften der Lettischen SSR (1967, 1972, 1973, 1979)
- Orden der Völkerfreundschaft (1981)[3]